# Cửa khẩu Lệ Thanh
Cửa khẩu quốc tế Lệ Thanh là cửa khẩu quốc tế đường bộ tại vùng đất xã Ia Dom, tỉnh Gia Lai, Việt Nam .
Cửa khẩu quốc tế Lệ Thanh thông thương với cửa khẩu Oyadav (hay O'Yadaw) huyện Ou Ya Dav tỉnh Ratanakiri, Campuchia  13°46′01″B 107°29′33″Đ / 13,766928°B 107,492431°Đ
Cửa khẩu quốc tế Lệ Thanh nằm ở điểm cuối quốc lộ 19 và cách thành phố Pleiku cỡ 75 km về phía tây-tây nam.

## Hoạt động
Khu kinh tế cửa khẩu Lệ Thanh đã từng được nhà nước đầu tư khoảng 6.000 tỉ đồng cho phát triển giai đoạn 2010 - 2020. Tuy nhiên đến năm 2014 thì nó vẫn như là bức tranh nguệch ngoạc với nhiều công trình dang dở, bỏ hoang .